# Erez Biton
Erez Biton (Hebreeuws: ארז ביטון) (Oran, 4 juni 1941) is een Israëlische dichter van Algerijnse en Marokkaanse komaf. Hij won onder meer de Israel Prize (2015), Bialik Prize (2014) en Yehuda Amichai Prize (2014).

## Biografie
Biton werd geboren in de Algerijnse stad Oran. Zijn familie vluchtte in 1948 uit Algerije en maakte alia naar Israël. Daar groeide Biton op in Lod. Op 10-jarige leeftijd verloor hij zijn gezichtsvermogen en linkerhand door een verdwaalde handgranaat die hij vond. Het jaar erop ging hij naar een school voor blinden in Jeruzalem. Later behaalde Biton zijn bachelordiploma in maatschappelijk werk aan de Hebreeuwse Universiteit van Jeruzalem en deed hij een masteropleiding revalidatiepsychologie aan de Bar-Ilan Universiteit.

## Carrière
Na zijn studie werkte Biton ruim zeven jaar als maatschappelijk werker in Asjkelon en als psycholoog in een psychiatrisch ziekenhuis in Ramat Gan. Hij specialiseerde zich in gezinsproblematiek en in de zorg van zowel lichamelijk als geestelijk gehandicapten. Later ging Biton aan de slag als journalist en publiceerde hij wekelijks een column in het Israëlische dagblad Maariv. Zijn eerste dichtbundel, Mincha Maroka'it ('Marokkaans geschenk'), werd gepubliceerd in 1976 en betekende meteen zijn grote doorbrak als dichter. Biton zou de grondlegger worden van een nieuw genre: Mizrachische poëzie, ofwel gedichten geschreven door Mizrachim. In 2015 ontving hij als eerste Mizrachische Jood de Israel Prize, de hoogste nationale onderscheiding op het gebied van cultuur. In 2022 werd Biton onderscheiden door de blindenschool waar hij als kind naartoe ging.

## Privéleven
Biton is getrouwd en heeft twee kinderen.